# Sugar Land
Sugar Land est une ville du comté de Fort Bend, dans l’État du Texas, aux États-Unis. Sa population s’élevait à 78 817 habitants lors du recensement de 2010.

## Source
- (en) Cet article est partiellement ou en totalité issu de l’article de Wikipédia en anglais intitulé « Sugar Land, Texas » (voir la liste des auteurs).